# نيكولاس ديموراند
نيكولاس ديموراند (بالفرنسية: Nicolas Demorand)‏ ، ولد في 5 في فانكوفر ، هو صحفي فرنسي . مضيف إذاعي وتلفزيوني ، عمل على هيئة تحرير فرانس إنتر .

## سيرة
ابن جاك ديموراند، ابن البقالين الملتحقين بالمدرسة الجمهورية  أصبح دبلوماسيًا، وكان يشغل منصب كبير موظفي وزير الخارجية رولاند دوماس، وجاكلين بوعنيش، وهي ربة منزل نشأت في أسرة فقيرة نشأ نيكولاس ديموراند، وهو صانع أثاث من الجزائر ، ثم عاش في كندا ، في الولايات المتحدة في اليابان وبلجيكا والمغرب . إنه شقيق الناقد الغذائي سيباستيان ديموراند .
درس في طوكيو وبروكسل والرباط ( ليسيه ديكارت ) وباريس ( ليسيه هنري الرابع ). الفائز في المسابقة العامة الفرنسية ومن خريجي مدرسة المعلمين العليا دي الآداب وآخرون علوم الإنسانية، تخرج في الفلسفة و المنتسبين من الرسائل الحديثة . كان، على وجه الخصوص، مدرسًا في مدرسة ثانوية مهنية في سيرجي وفي فصل تحضيري للآداب الكبرى .

### 1997-2006: ثقافة فرنسا
بعد أن كان كاتبًا للطعام وكاتبًا مستقلًا في Les Inrockuptibles ، انضم نيكولاس ديموراند إلى France Culture في عام 1997 ، وتعاون على Staccato بواسطة Antoine Spire ، ثم La Suite في أفكار Sylvain Bourmeau قبل إنتاج Cas d'école.
ابتداء من septembre 2002 هو مقدم قسم الصباح في المحطة، Les Matins de France Culture ، وهو المنصب الذي سيشغله حتى juin 2006 و رحيله إلى فرنسا إنتر.

## عضو لجنة التحكيم
كان نيكولاس ديموراند أيضًا عضوًا دائمًا في لجنة التحكيم لجائزة الجائزة الأدبية منذ عام 2011 .

## دبلجة
- 2012 : سيلكس والمدينة : عنيد
- 2014 : العمة هيلدا! : صحفي

### من فريدريك ميتران
في عام 2013 ، قام فريدريك ميتران في كتابه " لا ريكريشن" برسم صورة للصحفي في نهايته وعده بمصير 
 ( ص. 650

```
).
```

## تميز
في 18 نونبر 2009 نيكولاس ديموراند تلقى جائزة فيليب كالوني لافضل مذيع . 
1. ↑  Les Inrockuptibles, 13 septembre 2017, p. 14, « Morning Star » par Anne Laffeter.
2. 1 2  "Portrait de Nicolas Demorand". فرانس انتر (بالفرنسية). Archived from the original on 2016-05-28. Retrieved 13. {{استشهاد ويب}}: تحقق من التاريخ في: |تاريخ الوصول= (help).